# 印度尼西亚大屠杀 (1965年—1966年)
1965-1966年的印度尼西亚大屠杀（印尼语：Pembunuhan Massal Indonesia & Pembersihan G.30.S/PKI），也称为印度尼西亚种族灭绝、印度尼西亚反共大清洗，是指发生在印度尼西亚，在美国以及其它西方国家的支持下，受印尼军队及政府的煽动，针对当地印度尼西亞共產黨成员、共产主义同情者、妇女组织格瓦尼（Gerwani）成员、工会会员、爪哇族阿邦甘（Abangan）、印尼華人、無神論者、左翼分子的大屠杀以及城市暴动。此次大屠杀开始于一次有争议的共产主义者的政变，即九三〇事件后，反共者针对共产主义者的肃清。据估算，事件的受害者约为50万到100万，部分来源的数据高达200到300万。大清洗發生在全球冷战的背景之下，是对共产主义者和亲共者的政治清算，也是印尼政府由旧秩序迈向新秩序的关键推动事件。此次事件导致了苏加诺的下台，开启了苏哈托为期三十多年的威权独裁统治。
政变（即九三〇事件）失败，印尼民众有了释放其压抑许久的反共情绪的出口。他们所支持的印尼陆军随即也走在了清洗印度尼西亞共產黨的路上。除此之外，美国、英国、澳大利亚的情报机构在当地发动了反对印度尼西亞共產黨的黑色宣传。冷战期间，美国政府及其西方集团的盟友的主要目的之一是将各国纳入其势力范围并削弱共产主义在世界各地的影响力。英国则寻求机会，想要参与了印尼 - 马来西亚对抗，卷进与前英帝国殖民地，英联邦成员之一，其邻国马来亚联合邦战争的苏加诺政府下台。
政治、经济和军事领域的共产主义者们被屠戮，印度尼西亞共產黨自身难保，被强行解散。屠杀始于1965年十月，叛乱发生后的数周，由首都雅加达起，扩散到中爪哇省的中东部，直至巴厘省。屠戮事件在1966年年初达到高潮，之后便逐渐平息。数千位当地民兵以及陆军参与了屠杀——无论对象是否为共产党人。全国各地杀戮四起，印尼共在中爪哇省中东部，苏门答腊北部的据点损失殆尽。可能有超过一百万人在一次或数次行动中被监禁。苏加诺在宗教、民族主义和共产主义上实施的“指导式民主”（参见苏加诺 - 执政）被瓦解，他最重要的支持者——印尼共被军队以及伊斯兰主义者清剿，而军队势力此时正如日中天。1967年三月，苏加诺被印度尼西亚临时议会褫夺了他的总统权力，苏哈托被任命为临时总统。1968年三月，苏哈托正式当选总统。

## 背景
在印度尼西亚独立后，苏加诺凭借着其“指导式民主”政策以及与其创造的团结印度尼西亚各方势力的“纳沙贡”获得了广泛支持。然而，随着印度尼西亚共产党影响力的上升和日益增强的战斗力，以及苏加诺对共产主义的支持，引起了穆斯林和军队的严重担忧，而这种担忧随着冷战的加剧而加深。作为世界第三大共产党，印尼共产党拥有约30万名干部和约200万名正式党员。印尼共产党一直试图推广土地改革并减少伊斯兰教对政治的干预，并威胁到了穆斯林神职人员的社会地位。苏加诺还要求政府雇员学习他的“纳沙贡”理念以及马克思主义理论，同时会见了中华人民共和国总理周恩来，决定从中国订购武器装备并组建一支民兵组织，称为第五军，并打算亲自指挥。他在一次演讲中宣称，他支持革命团体，无论他们是民族主义者、宗教主义者还是共产主义者，他说：“我是共产党的朋友，因为共产党是革命的人民。”1964年10月，他在开罗举行的不结盟运动峰会上表示，他目前的目标是推动整个印度尼西亚政治向左转，从而消除军队中可能对革命构成危险的“反动”分子。
1955年，苏加诺在印尼万隆主持召开了万隆会议。大部分亚洲和非洲前殖民地国家参加了这次会议。尽管这次会议主要讨论了保卫和平，争取殖民地独立和发展经济等各国共同关心的问题，而不是共产党代表大会，但这足以让美国对苏加诺产生怀疑，认为他有强烈的共产主义同情心甚至支持共产主义。与此同时，印尼共产党在印尼变得非常受欢迎，因此，在整个20世纪50年代的印度尼西亚选举中，印尼共产党的表现越来越好。它比其他政党腐败程度低，而且信守承诺。
早在1958年，西方国家就推行鼓励印尼军队对印尼共产党和左翼采取强力行动的政策，这些政策包括旨在损害苏加诺和印尼共产党声誉的秘密宣传运动，以及向军队内部反共领导人提供情报以及军事和财政支持。美国中央情报局曾考虑暗杀苏加诺，但并没有实施。

## 九三〇政變

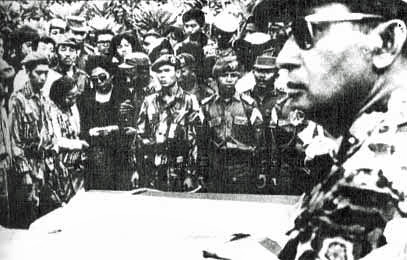
苏哈托(最右侧)在九三〇政变中被处决的将领的葬礼上

1965年9月30日夜晚，一群自稱代表「九月三十日運動」（Gerakan 30 September, G30S）的軍人與文官武裝分子突襲雅加達，綁架並殺害了六名高級將領。他們宣稱此舉是為了保衛蘇加諾總統免於一場由親西方、反共將領策劃的「將軍議會政變」。這場行動的背後，是印尼共產黨（PKI）內部的一個祕密軍事網絡，其關鍵策劃者為 Sjam——黨內專責滲透軍方的高層幹部。他與參謀中校 Supardjo 及總書記 Aidit 密切合作，組織了這場突襲，但整體計畫倉促且缺乏統一指揮，既未通知黨內全體，也未獲蘇加諾明確授權。
當時的蘇加諾身體狀況已日漸衰弱，患有腎疾與頻繁昏厥，印共與其盟友擔心其逝世後右翼軍方將全面接管政權，因此決定先發制人。然而政變行動從一開始便暴露出領導力薄弱、情報失誤與軍事部署上的嚴重問題。在綁架軍官後，叛軍部隊佔領雅加達市中心獨立廣場與部分政府設施，卻未有效控制通訊設施，甚至錯過了戰略預備部隊（KOSTRAD）所在地——廣場東側的關鍵據點。這一失誤讓當時指揮該部隊的少將蘇哈托得以迅速部署軍隊，幾乎不費一兵一卒地奪回市區。蘇加諾在初期尚未譴責政變者，試圖調停，然而由於計畫失敗迅速、將領被殺、指揮體系潰散，他很快被迫接受現實。短短幾日內，軍隊實權已被蘇哈托掌握，他以「恢復秩序」為名，主導軍方取締運動，並將其描繪為對國家安全的極大威脅。
儘管九三零運動僅局限於雅加達，實際死亡人數僅12人，且在10月上旬社會秩序並未陷入混亂，也沒有群眾性暴力行為，蘇哈托卻迅速將事件定性為共產黨策動的大規模全國性政變。根據歷史學者約翰·魯薩（John Roosa）在《大屠殺的藉口》（Pretext for Mass Murder）中的研究，印尼共產黨內部確有少數成員與部分軍官密謀政變行動，但計畫極為潦草、缺乏群眾動員，也未獲得全黨授權，更無中國的直接操控。Roosa 透過 Supardjo 的口供與 Sjam 的供詞重建事發過程，指出整場行動是一場局部的、孤注一擲的軍事冒險。南洋理工大學學者周玉茂（Tamao Zhou）則補充指出，九三零運動失敗後的最初三週，軍方在雅加達表現出克制姿態，仍維持與蘇加諾總統的名義合作，然而這段「暴風前的平靜」很快被有組織的宣傳與血腥行動取代。
10月5日，恰逢武裝部隊紀念日與六名將領的國葬之日，蘇哈托指揮的軍方正式啟動全國性軍事宣傳行動，將PKI與謀殺、酷刑與閹割等極端暴力圖像相連結，並迅速控制媒體、封鎖蘇加諾發聲管道。這場宣傳儘管大量採用虛構、誇張與偽造證據，卻成功地煽動起長年累積的反共情緒。正如美國情報檔案解密後所證實的，西方國家（尤其是美國與澳大利亞）在10月後期即掌握每日數以千計的處決資訊，卻選擇噤聲，甚至默許軍方的鎮壓行動。學者Jimmy Davidson 根據澳洲外交文件指出，澳大利亞駐雅加達人員在1965年10月的報告中提到，東爪哇與峇里島出現每日約1,500人的大規模屠殺，遠早於蘇哈托政權後來所宣稱的“自發性報復”。
而蘇加諾本人在10月與11月數度發表演講反對軍方清洗，痛批其為「為殺老鼠而燒掉整棟屋子」，卻無力阻止局勢發展。印尼總統的名義仍保留，但權力實際上已被蘇哈托牢牢掌控。事件發生數月後的1966年初，康奈尔大学的學者本尼迪克特·安德森和露丝·迈克维伊在撰寫的研究報告中就指出：軍方對印共的大規模逮捕與屠殺，實際是在九三零事件發生三週後才逐步升級，並非如軍方所稱是人民「義憤而起」的即時反應。軍方以謊言與宣傳奠定政治正當性，為接下來幾十萬人的死亡開啟血路，也為蘇哈托政權的合法性建構奠定基礎。

## 政治清洗
在接下来的几周里，陆军撤换了他们认为同情印度尼西亚共产党的文职和军事高级领导人。慢慢地，议会和内阁中苏加诺的拥护者被清除，那些与印共有联系的人被剥夺了他们的职位。大批的印共主要成员被捕，其中一些人被草率处决。军队领导在雅加达组织了示威活动，印共位于雅加达总部也在10月8日被烧毁。在军队高层的支持下，大批的反共青年团体成立，包括军队支持的印度尼西亚学生行动阵线（KAMI）、印度尼西亚青年和学生行动阵线 （KAPPI） 和印度尼西亚大学校友行动阵线 （KASI）。在雅加达和西爪哇，超过10,000名印共党员和领导人被捕，其中包括著名小说家普拉姆迪亚·阿南达·杜尔。
最初的死亡事件发生在印尼军队与印尼共产党之间有组织的冲突中，其中包括一些同情共产主义并抵制苏哈托将军镇压的印尼武装部队和警察部队。由于印尼共产党大力招募新成员，海军陆战队、空军和警察机动旅的许多军人甚至指挥官都加入过或是与印尼共产党极其附属组织有密切联系。10月初，战略司令部和由萨尔沃·埃迪·维博沃上校领导的印尼人民武装警察总队准突击队被派往大力支持印尼共产党的中爪哇，而忠诚度不确定的陆军军人则被强制退伍。与此同时，西利旺义师被部署到雅加达和西爪哇，这两个地区与中爪哇和东爪哇不同，相对而言没有受到大规模屠杀的影响。在中爪哇高地和茉莉芬周边，印尼共产党以这些地区为中心建立一个对立政权。然而，随着苏哈托派出的军队控制了局势，人们普遍担心美国和中国支持的派系之间会发生内战，但这种担忧很快就烟消云散了。在苏哈托部署的部队抵达后，许多不支持苏哈托的指挥官选择不参战，尽管苏帕尔乔将军等一些人进行了数周的抵抗。
随着苏加诺政权的瓦解，苏哈托在政变后开始掌握权力。印尼共产党的全国最高领导人被追捕和逮捕，许多领导人均被草率处决。10月初，印尼共产党主席迪帕·努桑塔拉·艾地逃往中爪哇，但在11月22日便被支持苏哈托的部队逮捕并处决。曾在苏加诺政府中担任高级顾问的印尼共产党领导人恩乔托于11月6日左右被枪杀，印尼共产党第一副主席M.H.卢克曼在次年四月被杀。

## 外部勢力介入
根据CIA于1962年的一份备忘录，就清算苏加诺这一问题上，美国及英国政府的意见高度一致。当时印尼反共政府与美国陆军的联系相当密切——后者为前者培训了超过1,200名军官，“包括高级军官”，以及相关的武器和经济支持——但CIA否认其参与了屠戮。2017年美國国家安全档案馆与美國国家解密中心（National Declassification Center）解密的政府档案显示，美国对“九三〇事件”屠杀过程知情且暗中支持，并曾向印尼军队提供金钱、武器和印尼共产党官员的名单，却刻意保持沉默，诬陷北京當局。文件更指出，印尼军方编造了中国共产党企图指使印尼共发动政变的谣言。CIA 在1968年一份高度机密的报告中陈述，此次大屠杀“与1930年代的苏联大清洗运动，二战中的纳粹种族大屠杀，1950年代的中国土地改革运动，并列为20世纪最惨无人道的大屠杀”:183。

## 反華事件及其動機論爭

### 反華事件
在一些地区，當地的印尼华人被杀害，他们的财产被抢劫和焚烧，这是反华种族主义的结果，借口是迪巴·努山达拉·艾地让印尼共产党更接近中華人民共和國。华裔印尼历史学家伊塔·法蒂娅·纳迪亚 (Ita Fatia Nadia) 在《雅加达邮报》上表示，她的父亲，一名“帕图克青年”及印尼社会党党员，失踪于1965年10月印尼陆军士兵来到她位于日惹的家进行检查后，当时她七岁。她还记得，在上学的路上看到尸体，意识到失踪的家人和邻居都被杀了，后来她母亲告诉她不要管这件事。
20 世纪50年代和60年代初，巴厘岛上也出现了传统种姓制度支持者与反对传统价值观者（尤其是印尼共产党）之间的冲突。印尼共产党被公开指责致力于摧毁该岛的文化、宗教和性格，而巴厘人和爪哇人一样，也被敦促摧毁印尼共产党。巴厘島辛加拉惹和登巴萨镇的所有华人店铺均被摧毁，许多涉嫌为“盖世太保”提供经济支持的店铺业主被杀害。1965年12月至1966年初，估计有8万巴厘族人被杀，约占当时该岛人口的5%，所占比例高于印度尼西亚其他任何地方。
在西加里曼丹，1967年屠杀结束后，当地的达雅克人将45,000名华人从农村地区驱逐出去，造成2,000至5,000人死亡。华人拒绝反击，因为他们认为自己是“别人土地上的客人”，目的只是进行贸易 。

### 由反华抑或反共造成
对印尼华人的歧视在苏门答腊和加里曼丹的屠杀中扮演了重要角色，这些屠杀被称为种族灭绝。Charles A. Coppel 对上述说法提出了严厉批评，认为上述屠杀系由反共导致，而西方媒体和学者是不愿面对他们所支持的这一议程的后果 ，而把印尼种族主义当成替罪羊，并夸大其词地声称有数十万或数百万印尼華人被杀 。Charles A. Coppel 在一篇题为《从未发生过的种族灭绝：解释1965-1966年印尼反华大屠杀的神话》的文章中谈到了这种歪曲的报道。Coppel在1998年5月骚乱的报道中也看到了同样的偏见，当时人道主义志愿者团队指出，非华裔抢劫者占被杀人数的大多数 。加拿大不列颠哥伦比亚大学历史系副教授约翰・鲁萨（John Roosa）受德国之声采访时表示，当年的大屠杀是针对印尼共产党而来，并非华人，过去曾有论述将该事件塑造成“反华种族清洗”或“屠华事件”，都是不对的。他并说，华人对该议题相对敏感，源自于当年印共亲中国，华人就被视为共产党员，而成为清洗的目标，反华只是反共屠杀的一部分，但不能因此而称“九三〇事件” 为“屠华事件”。上述论点持续引发争论，最显著的是杰斯·梅尔文（Jess Melvin）对其在印尼陆军档案馆中发现的关于1965/66年在亚齐省大屠杀的历史文件的分析（“印尼种族灭绝档案”）：“这些文件首次提供了文献证据，证明在种族灭绝期间，亚齐确实发生了系统性的以种族为基础的屠杀。[……]虽然我同意，在（1965年10月7日至12月23日的）公共且系统性的屠杀发生时，被杀害的华人主要是因为其被指控与印尼共产党有关联，但这并不意味着在这场暴力背后不存在种族作为动机因素。”
据估计，约有2,000名印尼华人被杀害（反共大屠殺总死亡人数估计在50万至300万人之间），有记录显示，在望加锡、棉兰和龙目岛发生了屠杀。Robert Cribb和Charles A. Coppel指出，在清洗期间，实际上只有“相对较少”的华人被杀害，而大多数死者都是印尼原住民 。华人的死亡人数达数千人，而印尼原住民的死亡人数则达数十万。被屠杀的绝大多数人是巴厘人和爪哇人。

### 国际反应
就此事件在中华人民共和国政治中的角色，新加坡南洋理工大学历史系助理教授周陶沫（Taomo Zhou）向德国之声指出，“九三〇事件”对中共而言，虽然是外交上很大的挫败，但却被中共拿来政治动员文化大革命。當時中華人民共和國许多报刊称印尼反共大屠杀是苏哈托迫害印尼共、华人、华侨的行为，所以“国内群众要继续革命到底”，强烈谴责苏哈托是“法西斯走狗”。。

## 後續
由于苏哈托政权下的镇压，大屠杀并没有被列入印尼的教科书中，也没有对此事做出反省。就意识形态而言，如何为大屠杀事件中所展现的民众暴力做出一个完美的解释，是所有学者所面临的挑战。为避免再次发生类似九三〇事件的动荡，“新秩序”政权采取保守主义，对已有的政治体系做出了严格的控制。在苏哈托一派看来，由于共产主义本身及其所带来的威胁，污名化（参见社会污名）以削减其影响力的手段是必不可少的。这种情况一直持续到了21世纪的今天。